# 西名張駅
西名張駅（にしなばりえき）は、かつて三重県名張市木屋町にあった近畿日本鉄道（現・伊賀鉄道）伊賀線の鉄道駅（廃駅）である。

## 概要
もともと伊賀線の前身となる伊賀軌道は、関西鉄道が敷設した今の関西本線の伊賀上野駅から、上野町（現・伊賀市）の中心部や名張との間を結ぶために敷設された。
そのため1922年（大正11年）にこの駅が開業した時は名張の中心地にあり、名張駅を名乗っていた。この頃は名張から大阪へ行くのに、伊賀電気鉄道（伊賀軌道を改称）と関西本線を経由していた。駅開業と同年に成立した改正鉄道敷設法別表に記載された「81．奈良県桜井ヨリ榛原、三重県名張ヲ経テ松阪ニ至ル鉄道及名張ヨリ分岐シテ伊賀上野附近ニ至ル鉄道」の一部をなす路線であり、この別表の記載に基づいて建設された名松線が目指した名張駅も当駅のことであった。
しかし大阪電気軌道子会社の参宮急行電鉄により、現在の大阪線が建設される事になった。伊賀電気鉄道は、この路線が開業すると減収が予想されたため、大阪電気軌道への合併を選択した。
そして参宮急行電鉄の路線が建設される事になったが、この時に当駅周辺で利権屋による土地の買占めなどが起こったため、参宮急行電鉄では当駅の南側である平尾地区に線路を通す事にし、1930年（昭和5年）に名張駅が開業した。
これに伴い、伊賀電気鉄道の名張駅は西名張駅と改称する事になったが、名張 - 伊賀神戸間では参宮急行電鉄の路線がほぼ伊賀線と並行する形になった。このため、大阪電気軌道では伊賀神戸 - 西名張間の列車を大幅に削減したので、西名張駅は急速に凋落を見せることとなる。なお、伊賀線はいったん参宮急行電鉄に譲渡された後、大阪電気軌道と参宮急行電鉄が合併した関西急行鉄道、関西急行鉄道と南海鉄道が合併した近畿日本鉄道へと帰属会社が変わった。
戦時中、大阪線と競合する西名張 - 伊賀神戸間は不要不急線扱いで1945年（昭和20年）6月1日から営業休止されたが、近鉄大阪線は軌間1435 mm、伊賀線は1067 mmと軌間が異なっていたこともあって、関西本線に直通する貨物列車の便を図って1946年（昭和21年）3月15日に再開した。
その後、桔梗が丘住宅地の開発による近鉄大阪線名張 - 伊賀神戸間の輸送力増強に伴い、1964年（昭和39年）10月1日に廃止された。廃止にあたっては沿線の反対運動もあったが、西名張駅の敷地を名張市へ無償譲渡することや桔梗が丘駅の新設と名張駅止まりの列車の一部を伊賀神戸駅まで延長することなどを条件に、近鉄と名張市の間で合意が成立した。西名張 - 伊賀神戸間は、最末期には旅客電車は1日5往復のみで、運行最終日となる9月30日にも特に記念行事は行われなかった。

## 歴史
- 1922年（大正11年）7月18日：伊賀鉄道（後に伊賀電気鉄道）の名張駅として開業[2]。
- 1929年（昭和4年）3月31日：大阪電気軌道に統合[3]。
- 1930年（昭和5年）10月10日：参宮急行電鉄（後の近畿日本鉄道）名張駅開設により、西名張駅と改称。
- 1945年（昭和20年）6月1日：休止。
- 1946年（昭和21年）3月15日：営業再開。
- 1964年（昭和39年）10月1日：伊賀線伊賀神戸 - 当駅間廃線に伴い廃止[1]。

## 駅構造
旅客ホームは単式ホーム1面1線のみだったが、車庫を併設していたことと貨物輸送が中心となっていた関係で、側線が多く存在した。駅舎を有する有人駅であった。なお、車庫は当駅の廃止により、上野市駅へ移転した。

## 廃止後
現在、駅舎のあった場所には西名張郵便局があり、車庫跡には名張産業振興センター「アスピア」が建っている。当駅からの線路跡は奈良県道・三重県道80号奈良名張線となっているが、すぐに離れて農道や生活道路となり、そのまま蔵持駅の先（桔梗が丘駅の手前）までたどることができる。

## 隣の駅
近畿日本鉄道
■伊賀線
西名張駅 - 八丁駅